# Trinycteris nicefori
Trinycteris nicefori је врста сисара из реда слепих мишева и породице Phyllostomidae. 

## Распрострањење
Врста има станиште у Белизеу, Боливији, Бразилу, Венецуели, Гвајани, Гватемали, Колумбији, Костарици, Мексику, Никарагви, Панами, Перуу, Суринаму, Тринидаду и Тобагу и Француској Гвајани.

## Станиште
Врста Trinycteris nicefori има станиште на копну.

## Угроженост
Ова врста није угрожена, и наведена је као последња брига јер има широко распрострањење.

### Популациони тренд
Популациони тренд је за ову врсту непознат.